# Signorinette
Signorinette è un film del 1942 diretto da Luigi Zampa, tratto dall'omonimo romanzo di Wanda Bontà.

## Trama
A Roma si incrociano le vite di tre ragazze di 16 anni durante il loro terzo anno di scuola magistrale: Renata, Iris e Paola. Renata è una bella e vivace fanciulla di ricca famiglia borghese, sventata e spensierata, ma di buon cuore. Questa sua esuberanza la caccia in molti guai, rischiando di farle perdere la reputazione e la stima del padre. Iris invece è una dolce e delicata ragazzina, dall'animo poetico e romantico, studiosa e attaccata alla madre, la buona signora Pia. Di famiglia ricca e nobile, dopo essere rimasta vedova e priva di mezzi per un grave dissesto finanziario, la signora Pia ha accettato di sposare un operaio per crescere la figlia, la quale soffre delle ristrettezze economiche nelle quali vive. Infine Paola, la più sensibile, soffre del suo fisico corpulento, che la espone a maligne prese in giro. Purtroppo non è solo la vanità della ragazza a essere colpita; malata di cuore, si aggrava dopo un soggiorno in alta montagna e muore a soli 16 anni.

## Distribuzione
Girata a Cinecittà, la pellicola è stata distribuita nelle sale il 19 dicembre del 1942.

## La critica
Diego Calcagno, in Film del 6 febbraio 1943: "Dico subito, senza riserve e senza infingimenti, che si tratta di un film destinato ad andare benissimo, a suscitare dappertutto commozione e cordialità. Sarei uno sciocco se negassi che in questo film c'è più di un difetto. Ma ogni difetto ha una sua contropartita. Se il soggetto è un po' inconsistente, intelligente e accurata la sceneggiatura. Se qualche attore lascia un po' a desiderare, alcune attrici, come la Paoli, la Veneroni e la Mari, sono piene di tenerezza e di spontaneità, Carla Del Poggio, dagli occhi e dai polpacci magnifici, è terribilmente vera, mentre la parte del romanziere rubacuori è terribilmente falsa. Luigi Zampa ha diretto con brio e con melanconica delicatezza".

## Altri tecnici
- Aiuto registi: Aldo Quinti, Maria Teresa Ricci